# 安東義良
安東 義良（あんどう よしろう、1897年（明治30年）5月4日 - 1986年（昭和61年）1月20日）は、日本の外交官、弁護士、政治家。位階は従三位、勲等は勲二等。衆議院議員（2期）。

## 経歴
岐阜県可児郡御嵩町出身。1922年東京帝国大学法学部卒業、外務省入省。1925年パリ大学卒業（法学博士）。
外務省調査部第3課長、欧亜局、大東亜省総務局長、1942年11月条約局長、同省政務局長、1945年退官。
1947年4月、第23回衆議院議員総選挙に岐阜2区から当選。衆議院では外務委員長を務める。1949年1月の第24回衆議院議員総選挙では落選するが1952年10月の第25回衆議院議員総選挙で返り咲き。
1955年、駐ブラジル大使就任、1961年まで務める。1964年、第11代拓殖大学総長となり、1967年まで務める。
同年11月の秋の叙勲で勲三等から勲二等に叙され、旭日重光章を受章する。
拓殖大学教授、海外移住事業団経営審議会会長、内閣移住審議会委員も歴任した。
1986年1月20日、死去した。88歳没。死没日付をもって正四位から従三位に叙された。

## 栄典
位階
- 1986年（昭和61年）1月20日 - 従三位

勲章
- 1943年（昭和18年）10月9日  - 勲三等瑞宝章[5]
- 1967年（昭和42年）11月3日 - 勲二等旭日重光章